# Derewo
Le Derewo est un fleuve indonésien de Nouvelle-Guinée dans la province de Papouasie.